# Юсеф Аль-Нехмі
Юсеф Аль-Нехмі (1 січня 1993) — єменський плавець. Учасник Чемпіонату світу з водних видів спорту 2013 на дистанціях 50 метрів вільним стилем і 50 метрів батерфляєм.